# ARCH Motorcycle
Arch Motorcycle est une marque de moto Nord-Américaine, créée en 2011 à Los Angeles par Keanu Reeves, acteur de cinéma, et Gard Hollinger, ingénieur et préparateur de motos. La marque commercialise deux modèles, réalisés à la main, sur commande et sur mesure: la KRGT-1 lancée en 2014 et la S1 lancée en 2022.

## KRGT-1
La marque arrive en Europe en 2017. Sous norme Euro4 après homologation en 2020, le modèle KRGT-1 peut y être commercialisé. Les motos sont toujours fabriquées à la main, sur demande et sur mesure. La marque dispose de distributeurs au Royaume-Uni, en Allemagne, en Autriche, en Suisse et au Liechtenstein mais pas en France. 

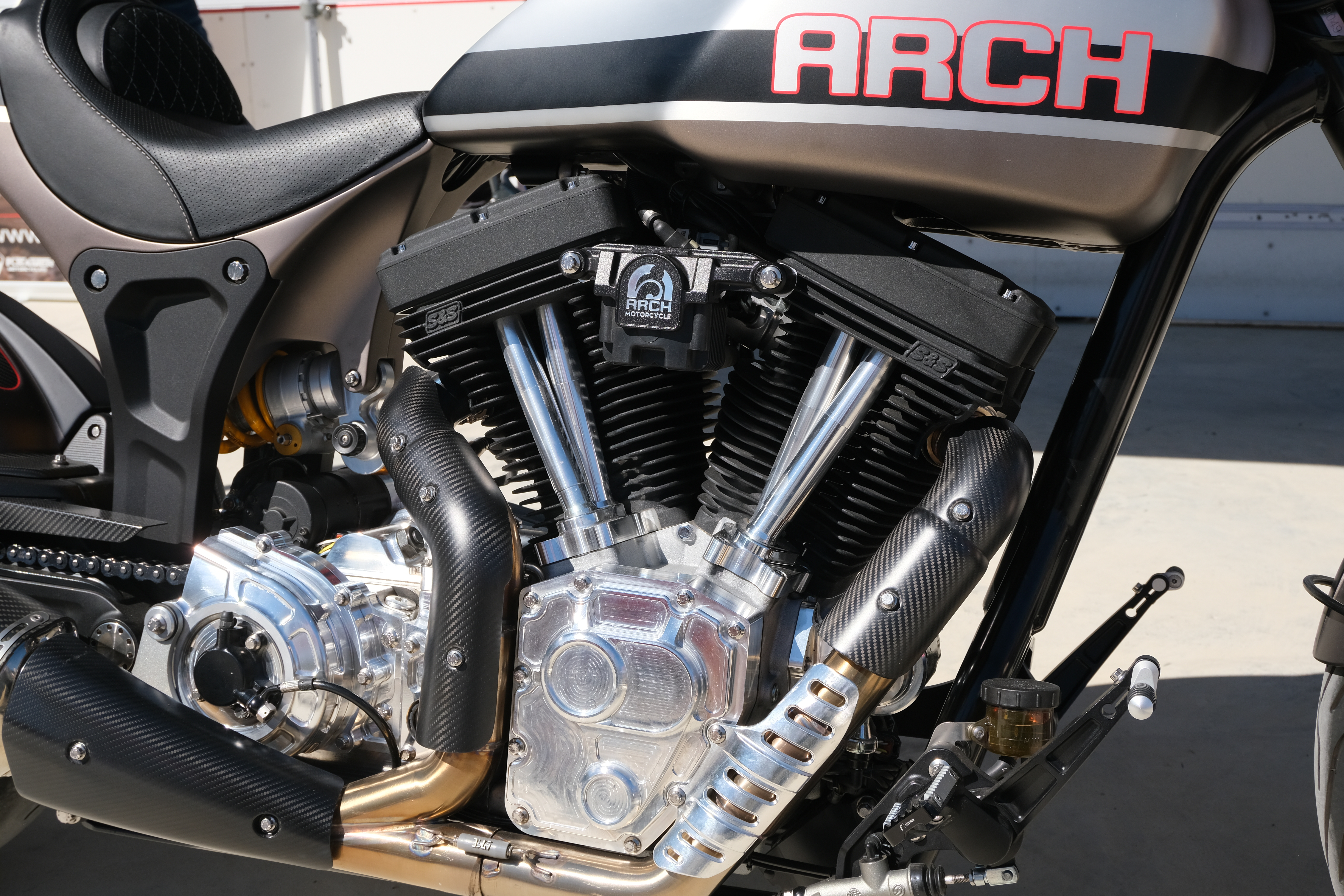
Le moteur S&S de la KRGT-1

Comme le note V.Beaucousin “Pour ARCH, le custom doit être sportif” montrant la volonté de la marque de concevoir et fabriquer des modèles originaux et que l’on ne peut trouver chez les marques concurrentes. Le modèle est assemblé par le co-fondateur de la marque Gard Hollinger.

## 1S
En 2022, Keanu Reeves dévoile son deuxième modèle original, la Arch 1S. La moto mélange l’esprit d’un typique cruiser Nord-Américain et d’une moto capable de performances sur circuit. La moto pèse 255kg et est équipé d’un moteur V-Twin S&S de 2 032 cm3 développant 124 chevaux. Cette moto est produite en petite série et sur-mesure pour environ 130 000 euros (en 2022). L’ensemble des pièces sont ce qui se fait de plus qualitatif et luxueux sur le marché de la moto. La moto dispose d’un équipement haut de gamme avec des étriers monobloc ISR à fixation radiale et six pistons à l'avant, un ABS de la marque Bosch, des jantes en carbone BST de 17 pouces, des pneus Michelin Power RS et des suspensions réglables Öhlins. Etant au niveau de la norme Euro4, elle ne peut cependant pas être homologuée en Europe.